# Spiderbabe
Pour plus de détails, voir Fiche technique et Distribution.
Spiderbabe est un film américain réalisé par Johnny Crash et sorti en 2003.
C'est un film érotique parodiant Spider-Man.

## Synopsis
Patricia Porker est une jeune étudiante extrêmement sérieuse qui n'arrive pas à déclarer sa flamme au beau Mark.
Cela va changer pour elle quand elle est mordue par l'araignée hybride modifiée génétiquement par son professeur de sciences. Elle se transforme alors en Spider Babe, une créature dotée de super pouvoirs d'araignée. Lorsque son oncle est tué par un voleur, elle met ses pouvoirs au service de la lutte contre le crime. Mark, sauvé d'une bagarre par Spider Babe, tombe amoureux d'elle. La superhéroïne défraie toujours la chronique grâce à ses exploits, sans révéler sa véritable identité. Mais sur son chemin se dresse Lucinda Knoxx, de la Knoxx Technology, avide de pouvoir et sœur de la meilleure amie de Patricia, Lisa. Lucinda tente une expérience et se transforme elle aussi en superhéroïne, Femtilienne. Elle décide alors d'anéantir Spider Babe. Après avoir deviné son identité et sachant l'intérêt que Patricia porte à Mark, Femtilienne kidnappe ce dernier. L'affrontement des deux super women se fera sur les toits des buildings de New York. Laquelle de ces représentantes du Bien ou du Mal triomphera-t-elle donc?

## Fiche technique
- Titre : Spiderbabe
- Réalisateur : Johnny Crash
- Scénario : John Paul Fedele & Terry West
- Musique : Rachel Brune & Brooke Montgomery
- Format : Couleurs
- Durée : 89 minutes
- Pays :  États-Unis
- Date de sortie : 
  - 14 octobre 2003  États-Unis
  - 27 mai 2005  Japon
  - 18 février 2006  Hongrie

## Distribution
- Misty Mundae : Patricia Poker / Spiderbabe
- Julian Wells : Lucinda Knoxx
- Darian Caine : Lisa Knoxx
- Adam Cox
- Christine Domaniecki
- Terry Shane
- Emily Booth
- Suzi Lorraine
- Ruby Larocca